# Leinfelden-Echterdingen
Leinfelden-Echterdingen je německé město ve spolkové zemi Bádensko-Württembersko. Žije zde přibližně 41 tisíc obyvatel. Nachází se v okresu Esslingen asi 10 kilometrů jižně od Stuttgartu. Leží nedaleko Letiště Stuttgart. Město vzniklo v roce 1975.